# Шампије
Шампије (фр. Champillet) насеље је и општина у централној Француској у региону Центар (регион), у департману Ендр која припада префектури la Châtre.
По подацима из 2011. године у општини је живело 151 становника, а густина насељености је износила 21,76 становника/km². Општина се простире на површини од 6,94 km². Налази се на средњој надморској висини од 250 метара (максималној 289 m, а минималној 224 m).

## Демографија
| 1962. | 1968. | 1975. | 1982. | 1990. | 1999. | 2011. |
| ----- | ----- | ----- | ----- | ----- | ----- | ----- |
| 132   | 190   | 173   | 168   | 144   | 154   | 151   |

График промене броја становника у току последњих година